# G2C
G2C(Government-to-Citizen)는 정부와 민간 개인 또는 주민 사이의 전자 상거래 방식이다. 이러한 G2C 통신은 정보통신기술(ICT)을 통해 이루어지는 것을 가장 많이 언급하지만, 전보와 매체 캠페인을 포함할 수도 있다. G2C는 연방 정부, 중앙 정부, 지방 정부 수준에서 진행된다. G2C는 정부와 기업 네트워크 간의 전자 상거래 방식인 G2B와는 대조적이다.